# Agrias clevelandiae
Agrias clevelandiae är en fjärilsart som beskrevs av Rosa 1926. Agrias clevelandiae ingår i släktet Agrias och familjen praktfjärilar. Inga underarter finns listade i Catalogue of Life.